# Lou Scheimer
Louis Scheimer (Pittsburgh, 19 de octubre de 1928-17 de octubre de 2013) fue un productor estadounidense, uno de los fundadores originales de Filmation, una compañía de animación, y también uno de los productores ejecutivos de muchos de sus dibujos animados (aunque sólo bajo este nombre, debido a la normalización de acreditación en la mayoría de los dibujos animados; Norm Prescott también recibió un trato similar).
Scheimer (pronunciado shy-mer) fue mayormente proactivo en la creación de los dibujos animados He-Man and the Masters of the Universe. Además de ser el productor ejecutivo, se convirtió en actor de voz del programa (como lo había hecho en muchas de las producciones anteriores de su empresa), bajo el seudónimo de Erik Gunden. La contribución de Scheimer al elenco, de hecho, fue muy notable, ya que él solo, con gran facilidad, dio vida a casi todos los personajes de reparto, incluidos Orko (y demás personajes con voces similares a la de los Pitufos), Stratos, el Rey Randor y otros, debido a las graves restricciones presupuestarias. La serie animada también fue pionera en un tipo de programación conocida como sindicación primeriza. También fue la primera caricatura basada en una figura de acción de juguete; antes de este tiempo, reglamentos de la FCC habían prohibido cualquier tipo de programación infantil que se basara en un juguete. Scheimer transformó He-Man de una versión gráficamente violenta de Conan el Bárbaro a un personaje a favor de la sociedad, que imparte una lección de vida a los espectadores en cada episodio.
Erika Scheimer, la hija de Lou, también brindó voces femeninas de apoyo y ocasionalmente caracterizó a personajes masculinos jóvenes. Posteriormente daría seguimiento a la serie She-Ra, que también produjo Scheimer.
A finales del decenio de 1990, Scheimer regresó al campo de la animación. Una sociedad de inversores holandeses, Dreamweavers, NV., contactó con Lou para exponerle un peculiar concepto basado en representaciones de personajes bajo una óptica holandesa, que iría destinado a un público adulto y joven. Scheimer entró en la producción de un largometraje de animación titulado Robin y los Dreamweavers. Robin, el primer humano nacido en el ciberespacio, combate a la maligna sirena en "Triple XXX," quien desea poseer un cuerpo terrenal y adquirir poder a través los deseos carnales más bajos de la humanidad. La película, sin embargo, nunca fue distribuida.
Poco después, Scheimer, sometido a cirugía de bypass cuádruple, fue diagnosticado con la enfermedad de Parkinson. Erika rápidamente tomó el control de la empresa de su padre y la cerró.
Falleció el 17 de octubre de 2013 a los 84 años.